# Idaea purificata
Idaea purificata är en fjärilsart som beskrevs av Franz Dannehl 1925. Idaea purificata ingår i släktet Idaea och familjen mätare. Inga underarter finns listade i Catalogue of Life.